# Gunnar Oxenstierna
Gunnar Gabriel Oxenstierna, född 28 juni 1897 i Hedvig Eleonora församling, Stockholm, död 25 september 1939 i Uppsala domkyrkoförsamling, Uppsala, var en svensk greve och filosof.

## Biografi
Oxenstierna var docent i teoretisk filosofi vid Uppsala universitet. Han var företrädare för Uppsalafilosofin och författade bland annat introduktionsboken Vad är Uppsala-filosofien? (1938). Han arbetade också inom sannolikhetsteorins filosofi.
Gunnar Oxenstierna var son till Bengt Gabriel Oxenstierna och far till Gabriella Oxenstierna. Han är begraven på Uppsala gamla kyrkogård.